# فابريس ميلكيوت
فابريس ميلكيوت ، ولد في مودان فهو كاتب مسرحي فرنسي معاصر. و كذلك أيضًا مخرج ومؤدي ومعلم.
قام بنشر حوالي ستين مسرحية بالإضافة إلى روايات مصورة (Gallimard وL'Élan vert) ومجموعات شعرية (L'Arche و The Astral Beaver ). .